# Hio (instrumento musical)
El hio es un instrumento musical propio de la cultura de Isla de Pascua, Chile. Se usa para las canciones de distintas danzas de la isla de Pascua. El hio se suele confundir con la zampoña por tener un aspecto similar, esto no es correcto porque son instrumentos parecidos pero con diferente origen.

## Uso y estructura
El hio es un aerófono, similar a la zampoña, fabricado de cañas de bambú con agujeros. El origen de la palabra proviene de Tahití, y significa silbar o soplar.